# Нічне чудовисько
Нічне чудовисько (англ. Night Creature) — американський трилер 1978 року.

## Сюжет
Великий оригінал і пристрасний мисливець запускає леопарда на віддалений острів, щоб влаштувати справжнє полювання. Однак його плани руйнуються, коли на острові опиняється група туристів. І тепер леопард стає кривавим і нещадним мисливцем.

## У ролях
| Актор            | Роль             |
| ---------------- | ---------------- |
| Дональд Плезенс  | Аксель МакГрегор |
| Ненсі Кван       | Леслі            |
| Росс Хаген       | Росс             |
| Дженніфер Родс   | Джорджия         |
| Леслі Файн       | Пеггі            |
| Прекіт Янгстрі   | Том              |
| Рашан Канганамат | Ніппон           |